# جواو تيكسيرا بينتو
جواو تيكسيرا بينتو (بالبرتغالية: João Teixeira Pinto‏) هو عسكري برتغالي، ولد في 22 مارس 1876 في ناميبي في أنغولا، وتوفي في 25 نوفمبر 1917 في Negomano ‏ في موزمبيق.